# Dendronephthya macrospina
Dendronephthya macrospina är en korallart som beskrevs av Wright och Studer 1889. Dendronephthya macrospina ingår i släktet Dendronephthya och familjen Nephtheidae. Inga underarter finns listade i Catalogue of Life.